# All Grown Up
All Grown Up er en tegnefilmserie på Nickelodeon.

## Historie
Rugrats-karaktererne som vi kender og elsker har udviklet sig. Nogen mere end andre. Chuckie har stadig briller, men er blevet modigere. Angelica er faktisk blevet sødere og Tommy er den, som alle stoler på – nu hvor han har fået hår! Nu er det andre ting, der er vigtige for gruppen, som f.eks. at være cool., blive bemærket og komme ind til de fedeste koncerter.